# Pontyfikał
Pontyfikał, pontyfikał rzymski – rzymskokatolicka księga liturgiczna zawierająca modlitwy, przepisy czynności ceremonii i obrzędów odprawianych przez papieży, biskupów i opatów. 
Pontyfikał rzymski, zreformowany po Soborze Watykańskim II, nie jest, jak to było dawniej, jedną księgą. Dzieli się na poszczególne części, przyporządkowane różnym celebracjom liturgicznym. W jego skład wlicza się zwyczajowo następujące księgi liturgiczne:
- Obrzęd konsekracji dziewic (wyd. łac. - 1970; wyd. pol. - 2001)
- Obrzędy błogosławienia opata i ksieni (wyd. łac. - 1971)
- Obrzędy błogosławienia oleju katechumenów, chorych i krzyżma (wyd. łac. - 1971; wyd. pol. - 1986[1], 2016[2])
- Obrzędy bierzmowania (wyd. łac. - 1972; wyd. pol. - 1975)
- Obrzędy ustanowienia lektorów i akolitów (wyd. łac. - 1973; wyd. pol - 2014)
- Obrzędy ustanowienia katechistów (wyd. łac. - 2021[3])
- Wprowadzenie do grona kandydatów do diakonatu i prezbiteratu (wyd. łac. - 1973; wyd. pol. - 1999)
- Święcenia biskupa, prezbiterów i diakonów (popr. wyd. łac. - 1990; wyd. pol. - 1999)
- Obrzędy poświęcenia kościoła i ołtarza (wyd. łac. - 1978; wyd. pol. - 2001)
- Obrzęd koronacji wizerunku NMP (wyd. łac. - 1981; wyd. pol. - 2004)